# ハルスドルフ
ハルスドルフ (Harsdorf)は、ドイツ連邦共和国バイエルン州クルムバッハ郡（オーバーフランケン行政管区）の町村（以下、本項では便宜上「町」と記述する）で、トレプガスト行政共同体の一員。

## 地理

### 自治体の構成
この町は、公式には14の地区 (Ort) からなる。このうち小集落や孤立農場などを除く集落を以下に列記する。
- ハルスドルフ
- オーバーライチュ
- ザントロイト
- ツェットマイゼル

## 歴史
プロイセン王国のバイロイト侯領の一部であったハルスドルフは1807年にティルジットの和約によりフランスへ、1810年にバイエルン王国に統治権が移った。バイエルン王国の行政改革に伴う自治体令により1818年に現在の自治体が成立した。

### 人口の推移
この地域の人口は、1970年 750人、1987年 751人、2000年には1,031人であった。

## 行政
町長は、2008年5月1日からギュンター・ヒューブナー (CSU)。
議会は町長を含めて13議席から成る。

## 引用
1. ↑  https://www.statistikdaten.bayern.de/genesis/online?operation=result&code=12411-003r&leerzeilen=false&language=de Genesis-Online-Datenbank des Bayerischen Landesamtes für Statistik Tabelle 12411-003r Fortschreibung des Bevölkerungsstandes: Gemeinden, Stichtag (Einwohnerzahlen auf Grundlage des Zensus 2011)
2. ↑  Bayerische Landesbibliothek Online